# Движение свободных йеменцев
«Движение свободных йеменцев» (al-yamaniyin al-ahrar) было националистическим политическим движением, активно участвовавшим в политической деятельности в Северном Йемене с середины 1930-х годов до военного переворота 1962 года, который положил начало Йеменской Арабской Республике и 8-летней гражданской войне.

## История

### Движение свободных йеменцев при имаме Яхье
Движение началось с всеобщей оппозиции режиму имама Яхьи, консервативного правителя, который с большим подозрением относился к иностранному влиянию и держал страну в изоляции и лишенной современных технологий. Однажды он сказал: «Я предпочел бы, чтобы я и мой народ оставались бедными и ели солому, чем впускали иностранцев или уступали им, независимо от того, какое преимущество или богатство могло принести их присутствие». Мотивация имама Яхьи была более патриархальной, чем тиранический; он считал, что как Сейи́д он был обязан защищать имамат от «неверных и современности».
После поражения Йемена от саудовцев в пограничной войне 1934 года, появились слухи о заговоре между армейскими офицерами, сыном имама Али и Галибом аль-Ахмаром из Хашида. В Сане и других городских центрах поколение молодых интеллектуалов (состоявшее из сыновей йеменских чиновников и крупных землевладельцев, некоторые из которых были выпускниками или учителями школ имама в Сане), известное как шабаб, начали обсуждение актуальных вопросов. Группы чтения превратились в круги инакомыслящих, а шабаб стали самыми ярыми критиками режима Яхьи.
Двое из тех, которые предприняли первые практические шаги к превращению недовольства в массовое политическое движение, были йеменцами, прошедшими обучение в Каире, где они находились под влиянием идеологии движения «Братьев-мусульман»: Мухаммед Махмуд аль-Зубайри (поэт из клана аль-Кадхи), и Ахмед Мухаммед Нуман (суннит с южного нагорья). Нуман находился в Каире с 1937 года, учился в университете аль-Азхар, работал для арабских националистов и писал статьи и брошюры, в которых критиковался консервативный характер имамата в Йемене. Жалобы Нумана касались злоупотребления властью со стороны местных чиновников, отсутствия прямого обращения с петицией к имаму и жесткого налогообложения. Нуман не оспаривал существование имамата и фактически льстил наследному принцу, который, по его мнению, поддерживал идею реформы. Зубайри прибыл в Каир в марте 1940 года и сразу же нашел Нумана. В течение следующего года они основали «аль-Катиба аль-Ула» («первый батальон»), дискуссионную группу для йеменских граждан, заинтересованных в реформах. Они также публиковали статьи в каирских газетах.
Нуман вернулся в Йемен в феврале 1941 года и получил должность инспектора начальных школ провинции Таиз от наследного принца Ахмеда, который в то время был губернатором. Зубайри остался в Каире, где продолжил дискуссионную группу, которую он переименовал в «Шабаб аль-Амр». Кроме того, он написал манифест, призванный убедить имама Яхью в преимуществах реформ, используя исламские аргументы: «аль-Барнамидж аль-Авваль мин Барамидж Шабаб аль-Амр би’л-Ма’руф ва 'ль-Нахи' ан аль-Манкур» («Первая программа молодежи по продвижению добра и предупреждению зла»). Манифест, который находился под сильным влиянием движения египетских «Братьев-мусульман», преследовал четыре основные цели:
- (1) возврат к чистому духу ислама;
- (2) расширение образования;
- (3) экономические реформы; и
- (4) более тесные связи с другими мусульманскими государствами[11].

Однако, убедить имама не удалось. Яхья был так разгневан, что обвинил Зубайри в «преступлении против ислама». Был создан комитет улемов и других представителей знати, чтобы судить аль-Зубайри, но они оправдали его. Во время суда сторонники шабаба в Сане распространяли листовки с протестом против обвинений. В ответ имам арестовал нескольких членов шабаб. Последовали новые протесты и новые аресты. Большинство из них были освобождены к апрелю 1942 года, но Зубайри освободили только в сентябре 1942 года.
После освобождения Зубайри присоединился к двору наследного принца Ахмеда в Таизе. Ахмеда, казалось, не беспокоили разговоры о реформах: его взгляды на сей счет были крайне нестабильны и изменчивы. Во время одной дискуссии в 1944 году принц Ахмед воскликнул: «Я молю Бога, чтобы я не умер, пока не окрашу свой меч здесь кровью этих модернистов». В итоге, в ожидании неминуемых репрессии Нуман, аль-Зубайри и другие реформаторы покинули его двор и бежали в Аден, где и было сформировано основное ядро движения.
К концу второй мировой войны оппозиционные движения и организации в стране были разогнаны, властями была введена строгая цензура, а также закрыта печать. В связи с массовыми репрессиями многие лидеры оппозиционного движения были вынуждены покинуть страну и обосноваться в Адене. Английские власти в Адене, с одной стороны, сохраняли «добрососедские» отношения с имамом Яхьей, а с другой — тайно поддерживали любую оппозицию против имама, которая могла в какой-то степени ослабить его власть и подорвать режим. Поэтому летом 1944 г., когда началась массовая эмиграция недовольных йеменцев в Аден, английские власти предоставили им убежище, формально запретив эмигрантам заниматься политической деятельностью.

### Движение свободных йеменцев при имаме Ахмеде (1948—1962)
Вторая мировая война не затронула непосредственно территорию Йемена, однако нанесла его экономике ощутимый ущерб. Подрыв традиционных экономических связей, вызванных войной, свел почти к нулю йеменский экспорт и импорт. Практически полностью прекратился вывоз из страны кофе и других товаров. В Йемен перестали поступать оборудование, машины и продовольствие. Цены на продукты питания росли. Засуха и неурожай в 1939—1941 гг. ещё более обострили тяжелое экономическое положение населения. В 1943 г. в Йемене начались настоящий голод и эпидемии.
Обострение экономического и внешнеполитического положения в период второй мировой войны в Йемене не могло не привести к углублению внутриполитического кризиса. Некоторые представители оппозиции, освобожденные в 1941 г. из тюрьмы или избежавшие репрессий, перебрались в Таиз — в то время резиденцию наследного принца Ахмеда, который обещал им после воцарения провести ряд политических и социальных реформ. Своими обещаниями принц Ахмед, выступавший против неограниченной власти имама Яхьи, хотел привлечь на свою сторону оппозиционное движение в стране. Представителями оппозиции в Таизе была создана организация, ставившая целью ввести в стране гражданские законы.
Активизация деятельности оппозиции в южных районах страны вызвала тревогу у имама и членов правящих кругов. Однако, принц Ахмед довольно скоро разрешил свои споры с отцом и, отказавшись от игры в либерализм, запретил деятельность оппозиции в Таизе. Более того, Ахмед выступил против живших в Таизе и его окрестностях шафиитов, которые выражали недовольство в отношении политики имама Яхьи. У богатых шафиитов принц отнял плодородные орошаемые участки земли, которые, по его словам, должны были якобы составить фонд вакуфных земель. В действительности же эти земли, на которых впоследствии была создана известная садовая плантация Усейфира, целиком перешли в собственность семьи имама.
Однако оппозиционеры, особенно в Таизе, не прекратили своей деятельности. Они обращались с письмами как в адрес имама, так и наследного принца, призывая их к проведению в стране реформ во всех сферах жизни, распространяли листовки с критикой в адрес правящей династии Хамидаддинов, вели проповеди в мечетях, призывая вернуться к «чистоте ислама». Власти ответили репрессиями против недовольных. Среди арестованных был и основатель «Общества доброго совета и порицания плохих дел» Мухаммед Махмуд аль-Зубайри.
В феврале 1948 года члены «Движения свободных йеменцев» принимали участие в неудавшемся государственном перевороте, который позже стал известен как переворот аль-Вазири. После подавления переворота, новый имам Ахмед обрушил репрессии на всех представителей оппозиции, в первую очередь членов «Движения свободных йеменцев», которых он винил в убийстве своего отца.